# Ligament sacro-iliaque postérieur

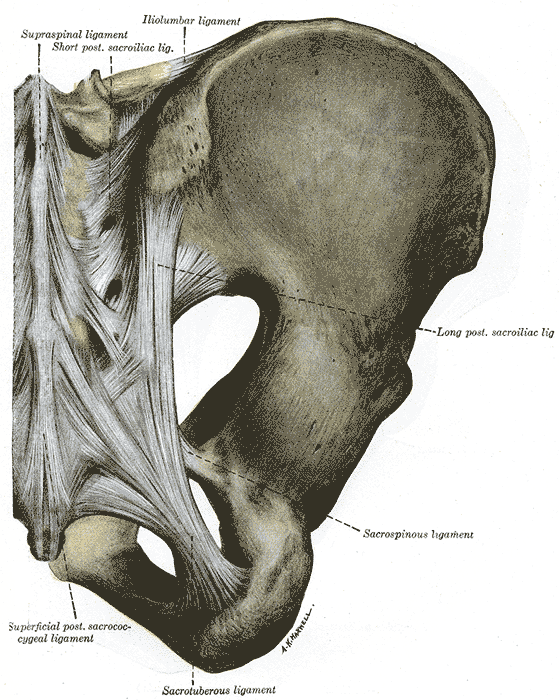
Le ligament sacroiliaque postérieur et les ligaments du bassin et de la cuisse.

Le ligament sacro-iliaque postérieur est un puissant ligament de l'articulation sacro-iliaque reliant le sacrum à l'ilion.

## Description
Le ligament sacro-iliaque postérieur est situé à l’arrière de l'articulation sacro-iliaque.
Il est constitué d'un plan superficiel et d'un plan profond.
Le plan superficiel est constitué de quatre faisceaux qui sont de haut en bas :
- Le premier, le ligament ilio-transversaire sacré, unit l'extrémité postérieure de la crête iliaque à la première apophyse transverse sacrée.

- Le deuxième, le ligament axile, unit la pyramide de Farabeuf au premier tubercule conjugué. Il correspond à l'axe de nutation du sacrum et c'est le plus puissant des quatre faisceaux.

- Le troisième , le ligament de Zaglas, entre la tubérosité iliaque et le deuxième tubercule conjugué.

- Le quatrième, le ligament sacro-épineux de Bichat (ou ligament sacro-iliaque long de Fick) est presque vertical et unit les troisième et quatrième tubercules conjugués aux deux épines iliaques postérieures (inférieure et supérieure).

Les trois derniers sont regroupés sous le nom de ligaments ilio-transversaires conjugués.
Le plan profond est constitué du ligament sacro-iliaque interosseux.